# Eusphingoderus predtetshenskyi
Eusphingoderus predtetshenskyi är en insektsart som först beskrevs av Leo L. Mishchenko 1936.  Eusphingoderus predtetshenskyi ingår i släktet Eusphingoderus och familjen gräshoppor. Inga underarter finns listade i Catalogue of Life.